# Jorden är din
"Jorden är din" är en sång från 1989 med text av  Tomas Ledin och musik av Lasse Andersson.
Låten skrevs för Melodifestivalen 1989, där den framfördes av gruppen True Blue. Sångtexten tar upp ämnen som krig och miljöförstöring. Låten slutade på en tiondeplats (sist) med 19 poäng. Den har senare släppts på singel.

## Låtlista
1. "Jorden är din"
2. "Din kärlek är allt"

### Fotnoter
1. 1 2  ”Melodifestivalen 1989”. Sveriges Television. Arkiverad från originalet den 18 april 2013. https://archive.is/20130418113326/http://www.svt.se/melodifestivalen/ommelodifestivalen/melodifestivalen-1989. Läst 19 januari 2013.
2. ↑  ”Jorden är din”. Svensk mediedatabas. http://smdb.kb.se/catalog/search?q=True+Blue+1989+typ%3Afonogram. Läst 19 januari 2013.